# Allium zergericum
Allium zergericum là một loài thực vật có hoa trong họ Amaryllidaceae. Loài này được F.O.Khass. & R.M.Fritsch mô tả khoa học đầu tiên năm 1994.